# جدجد شجري هندي
جدجد شجري هندي (الاسم العلمي: Oecanthus indicus) هو نوع من الحشرات يتبع جنس الجدجد الشجري من فصيلة الجداجد الحقيقية.